# Autochloris simulans
Autochloris simulans är en fjärilsart som beskrevs av Druce 1909. Autochloris simulans ingår i släktet Autochloris och familjen björnspinnare. Inga underarter finns listade i Catalogue of Life.